# Monthieux
Monthieux är en kommun i departementet Ain i regionen Auvergne-Rhône-Alpes i östra Frankrike. Kommunen ligger  i kantonen Villars-les-Dombes som ligger i arrondissementet Bourg-en-Bresse. Kommunens areal är 10,75 km². År 2022 hade Monthieux 673 invånare.

## Befolkningsutveckling
Antalet invånare i kommunen Monthieux
Referens: INSEE